# Gerő Margit
Gerő Margit, Bányainé (Budapest, Erzsébetváros, 1906. március 17. – Bukarest, 1994) pedagógus, pszichológus, tankönyvkiadó, pártmunkás. Bányai László felesége.

## Életútja
Gerő (Goldstein) Ábrahám magánhivatalnok és Friedmann Alíz gyermekeként született. Máramarosszigeten érettségizett (1924), a kolozsvári egyetemen francia nyelv és irodalom szakos tanári diplomát szerzett (1928). A felsővisói algimnázium tanárnője, majd Kolozsvárt és Budapesten pedagógiai és lélektani tanulmányokat folytatva a nehezen nevelhető gyermekek nevelésére képezte ki magát. Cikksorozata jelent meg a Nagyváradi Friss Újságban a korszerű nőmozgalomról, neveléstudományi előadásokat tartott a kolozsvári Vasas-otthonban s férje oldalán bekapcsolódott a MADOSZ mozgalmába. 1945. március 8-i előadása füzetalakban is megjelent A nők nemzetközi napján c. alatt (Kolozsvár, 1945). Előbb a Bolyai Tudományegyetemen tanársegéd, majd 1948-tól Bukarestben a Tanügyi Minisztériumban a nemzetiségi tankönyvek kiadásában volt felelős szerepe. 1952-től Kolozsvárt az esti pártegyetem igazgatója. 1958-ban nyugalomba vonult.